# 盧梅熱
17°14′46″S 19°20′54″E / 17.2461°S 19.3482°E
盧梅熱（葡萄牙語：Cameia），是安哥拉的城鎮，位於該國東部，由莫希科省負責管轄，西鄰萊瓦和卡馬農蓋，面積7,373平方公里，2014年人口27,644，人口密度每平方公里4人。